# Life for Rent
Life for Rent är det andra studioalbumet av den brittiska sångerskan Dido, utgivet den 23 september 2003. På albumet återfinns singlarna White Flag, Life for Rent, Don't Leave Home och Sand in My Shoes. Det var ett av de tio mest sålda albumen i Sverige 2003.

## Låtlista
1. White Flag (Dido Armstrong, Rollo Armstrong, Rick Nowels) – 04:01
2. Stoned (D. Armstrong, R. Armstrong, Lester Mendez) – 05:55
3. Life for Rent (D. Armstrong, R. Armstrong) – 03:41
4. Mary's in India (D. Armstrong, R. Armstrong) – 03:41
5. See You When You're 40 (D. Armstrong, R. Armstrong, Aubrey Nunn) – 05:20
6. Don't Leave Home (D. Armstrong, R. Armstrong) – 03:46
7. Who Makes You Feel (D. Armstrong, R. Armstrong, John Harrison, Aaron Wills) – 04:20
8. Sand in My Shoes (D. Armstrong, R. Nowels) – 04:59
9. Do You Have a Little Time (D. Armstrong, Mark Bates, R. Nowels – 03:55
10. This Land Is Mine (D. Armstrong, R. Armstrong, R. Nowels) – 03:46
11. See the Sun (D. Armstrong) – 10:36